# 17세기와 18세기의 잉글랜드 커피 하우스

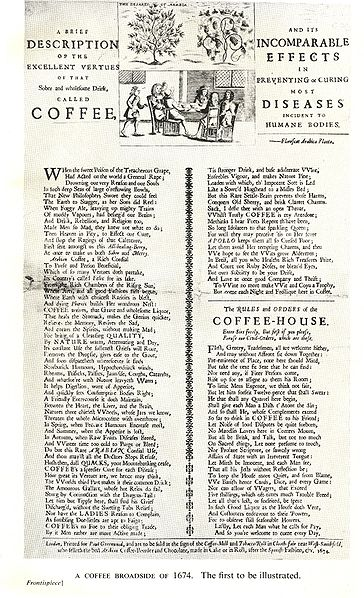
커피 하우스의 규칙과 질서

17세기와 18세기 잉글랜드에서 커피 하우스는 남성들이 대화와 상업을 위해 만나는 공공 사교 장소로 사용되었다. 1페니의 가격으로 손님들은 한 잔의 커피와 입장을 구매했다. 여행자들이 17세기 중반에 커피를 음료로 잉글랜드에 소개했는데, 이전에는 주로 의학적 효능으로 여겨졌다. 커피 하우스는 차와 뜨거운 초콜릿뿐만 아니라 간단한 식사도 제공했다.
역사가 브라이언 코완(Brian Cowan)은 잉글랜드의 카페를 "사람들이 커피를 마시고, 그날의 소식을 듣고, 아마도 다른 지역 주민들과 만나 상호 관심사에 대해 논의하기 위해 모이는 장소"라고 설명한다. 알코올이 없다는 것은 상면발효맥주집보다 더 진지한 대화를 나눌 수 있는 분위기를 조성했다. 커피 하우스는 또한 금융 시장과 신문 발전에도 중요한 역할을 했다.
논의된 주제로는 정치와 정치 스캔들, 일상적인 가십, 패션, 시사, 철학과 자연과학에 대한 토론 등이 있었다. 역사가들은 종종 17세기와 18세기의 잉글랜드 커피 하우스를 계몽시대의 지적, 문화적 역사와 연관시킨다. 그들은 대학의 보완적인 대체 공간이었다. 정치 집단들은 종종 커피 하우스를 회의 장소로 사용했다.

## 기원

### 유럽인들은 아시아 제국으로부터 커피에 대해 배운다
유럽인들은 "동양" 아시아 제국으로의 이국적인 여행을 통해 커피 소비와 관행에 대해 처음 알게 되었다. 마크맨 엘리스(Markman Ellis)에 따르면, 여행자들은 "아라비아에서 번성하는 식물의 가루 열매를 우려내어 만든 검은색의 취하게 하는 액체"를 사람들이 어떻게 마시는지에 대해 설명했다. 현지 남성들은 이 액체를 "하루 종일 밤늦게까지 마셨는데, 잠을 자고 싶어 하는 기색은 없었지만 정신과 몸은 계속 깨어 있었고, 사람들은 포도 발효액이 만들어내는 것과는 전혀 다른 흥미로운 자극을 이 뜨거운 검은 액체에서 발견하며 이야기하고 논쟁했다."
코완은 유럽인들이 커피를 획득하고 이를 대중문화에 주입함으로써 초기 외국의 커피 소비에 대한 인식이 어떻게 내면화되고 유럽 전통을 반영하도록 변화했는지 설명한다. 따라서 코완이 잉글랜드의 학자주의자들이 커피 실험을 통해 학습 발전을 위한 실용주의적 프로젝트를 평가한 것을 통해 이 현상은 잘 설명된다. 프랜시스 베이컨 경은 자연계의 수집과 분류를 통해 인간 지식을 발전시켜 그 속성을 이해하려는 비전을 가진 중요한 잉글랜드의 학자주의자였다. 그의 커피 연구는 그 약효에 대한 추가 연구를 촉발시켰다. 커피 실험은 "머리 우울증", 통풍, 괴혈병, 천연두 및 과도한 음주와 같은 질병에 대한 "치료법"을 제시하는 것으로 여겨졌다. 반대로, 커피의 속성에 대해 조심스럽게 생각하는 사람들도 있었는데, 그들은 긍정적인 효과보다 더 불리한 효과가 있다고 우려했다. 실험자들은 커피 소비에 대한 추측을 내놓았다. 이 실험자들은 과도한 커피 소비가 권태, 마비, 심장 질환 및 떨리는 사지뿐만 아니라 의기소침 및 신경 장애를 초래할 수 있다고 우려했다.

### 초기 옥스퍼드 커피 하우스 ("페니 유니버시티")
그곳에는 온갖 종류의 소식이 있습니다. 좋은 불이 있어 원하시는 만큼 오래 앉아 있을 수 있습니다. 커피 한 잔을 마실 수 있고, 사업을 처리하기 위해 친구들을 만날 수 있으며, 더 이상 돈을 쓰고 싶지 않다면 이 모든 것이 1페니면 됩니다.
17세기 중반에 커피는 더 이상 단순히 약용 식물로만 여겨지지 않게 되었고, 이러한 인식의 변화는 손님들에게 커피를 제공하는 새로운 기회를 만들었다. 이러한 사업에 적합한 장소는 옥스퍼드 시였는데, 그곳은 이국적인 학술적 관심과 활기찬 실험 공동체가 독특하게 결합된 곳이었다. 그리하여 최초의 잉글랜드 커피 하우스는 1650년 옥스퍼드의 앤젤 여인숙에 야곱이라는 유대인 기업가에 의해 설립되었다. 코완에 따르면, 옥스퍼드는 1650년대 내내 독특한 커피 하우스 문화를 형성하는 중요한 거점으로 여겨졌다.  옥스퍼드에 설립된 최초의 커피 하우스는 페니 유니버시티(penny universities)로 알려졌는데, 이는 구조화된 학문적 학습에 대한 대안적인 학습 형태를 제공하면서도 인간 지식의 발전을 적극적으로 추구하는 잉글랜드의 학자주의자들이 자주 방문했기 때문이었다. 커피 하우스는 1페니의 입장료를 받았으며, 여기에는 신문과 대화에 대한 접근이 포함되었다. "러너(runners)"라고 불리는 기자들은 커피 하우스를 돌아다니며 최신 소식을 전했다.
이러한 환경은 서로 만나 교류하는 다양한 부류의 사람들을 끌어들였다. 계급과 경제적 지위에 높은 중요성을 부여했던 사회에서 커피 하우스는 후원자들이 사회의 모든 계층 출신이라는 점에서 독특했다. 1페니를 가진 사람이라면 누구나 들어올 수 있었다. 대학 학생들도 커피 하우스를 자주 방문했으며, 때로는 학교보다 상점에서 더 많은 시간을 보냈다. 코완은 이렇게 말한다. "커피 하우스는 같은 생각을 가진 학자들이 모여 읽고, 서로에게서 배우고, 논쟁하는 장소였지만, 분명히 대학 기관은 아니었으며, 그곳에서의 담론은 어떤 대학 지도보다도 훨씬 다른 종류였다." 나중에 생긴 커피 하우스들이 훨씬 더 포괄적이었음에도 불구하고, 초기 옥스퍼드 커피 하우스들은 학자주의자들을 위한 배타적인 분위기를 가지고 있었다. 초기 옥스퍼드 커피 하우스의 학자주의자들로는 크리스토퍼 렌, 피터 펫, 토마스 밀링턴, 티모시 볼드윈, 존 램파이어 등이 있었다. 앤서니 우드와 존 이블린의 회고록은 초기 옥스퍼드 커피 하우스의 성격을 보여주는 증거를 제공한다. 초기 옥스퍼드 커피 하우스들은 또한 잉글랜드의 미래 커피 하우스들의 분위기를 확립하는 데 도움이 되었는데, 이는 그들이 상면발효맥주집이나 태번과 같은 다른 잉글랜드 사회 기관들과는 달랐기 때문이었다. "커피 하우스는 보통 알코올 음주 장소의 전형적인 손님으로 묘사되는 일반인이나 방탕아보다는 '학자주의자'와 '재치 있는 사람'을 위한 장소였다." 엘리스는 "(옥스퍼드의 커피 하우스들은) 사람들과 매일 접촉했기 때문에 힘이 있었다. 그들의 목적은 사교 활동과 가십을 위한 만남의 장소를 제공하는 것 이상이었다. 모든 공통 관심사에 대해 진지하고 신중한 토론이 있었다."고 결론짓는다.

### 초기 런던 커피 하우스

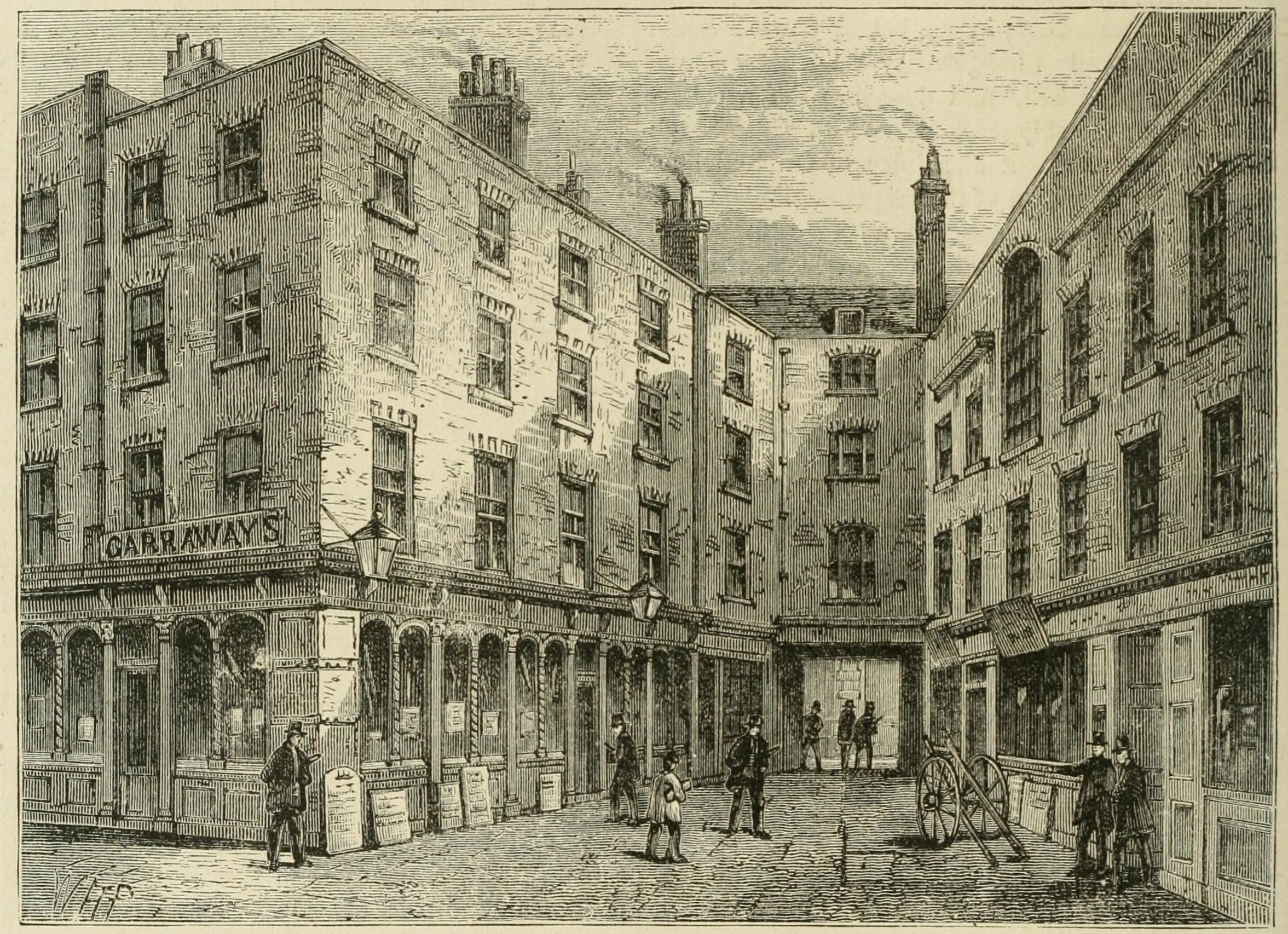
익스체인지 앨리에 있는 가라웨이 커피 하우스

사회 교류, 가십, 학술적 관심의 중심 역할을 했던 옥스퍼드 스타일의 커피 하우스는 빠르게 런던으로 퍼져나갔고, 그곳에서 잉글랜드 커피 하우스는 대중화되어 잉글랜드의 대중 문화와 정치 문화에 자리 잡게 되었다. 스미르나 출신의 레반트 회사 상인 다니엘 에드워즈(Daniel Edwards)의 부하 직원이었던 파스쿠아 로제는 1652년에 런던에 첫 번째 커피 하우스를 설립했다. 런던의 두 번째 커피 하우스는 제임스 파(James Farr)가 1657년에 템플 바에 설립했으며 레인보우 커피 하우스라고 불렸다.
초기에는 런던 커피 하우스가 다른 런던 사업체들이 느끼는 불쾌한 경쟁의 성격으로 인해 인기가 많고 자주 방문되었다는 것을 시사하는 증거는 거의 없었다. 제임스 해링턴의 로타 클럽이 정치와 철학 문제를 토론하기 위해 터크스 헤드 인으로 알려진 또 다른 런던 커피 하우스에서 모이기 시작했을 때, 잉글랜드 커피 하우스의 인기가 상승하기 시작했다. 이 클럽은 또한 "모든 방문객에게 자유롭고 열린 아카데미"였으며, 그 존재 이유는 "논쟁적이지만 정중하고, 학식은 있지만 교훈적이지 않은" 것으로 특징지어지는 토론의 기술이었다. 코완에 따르면, 왕정 복고 이후 로타가 추방되었음에도 불구하고, 그들이 커피 하우스에서 모이는 동안 확립한 담론적 틀은 17세기 나머지 기간 동안 커피 하우스 대화의 분위기를 조성했다. 18세기 초까지 런던은 콘스탄티노플을 제외하고 서구 세계의 어떤 도시보다 많은 커피 하우스를 자랑했다.

## 인기 절정기

### 특징

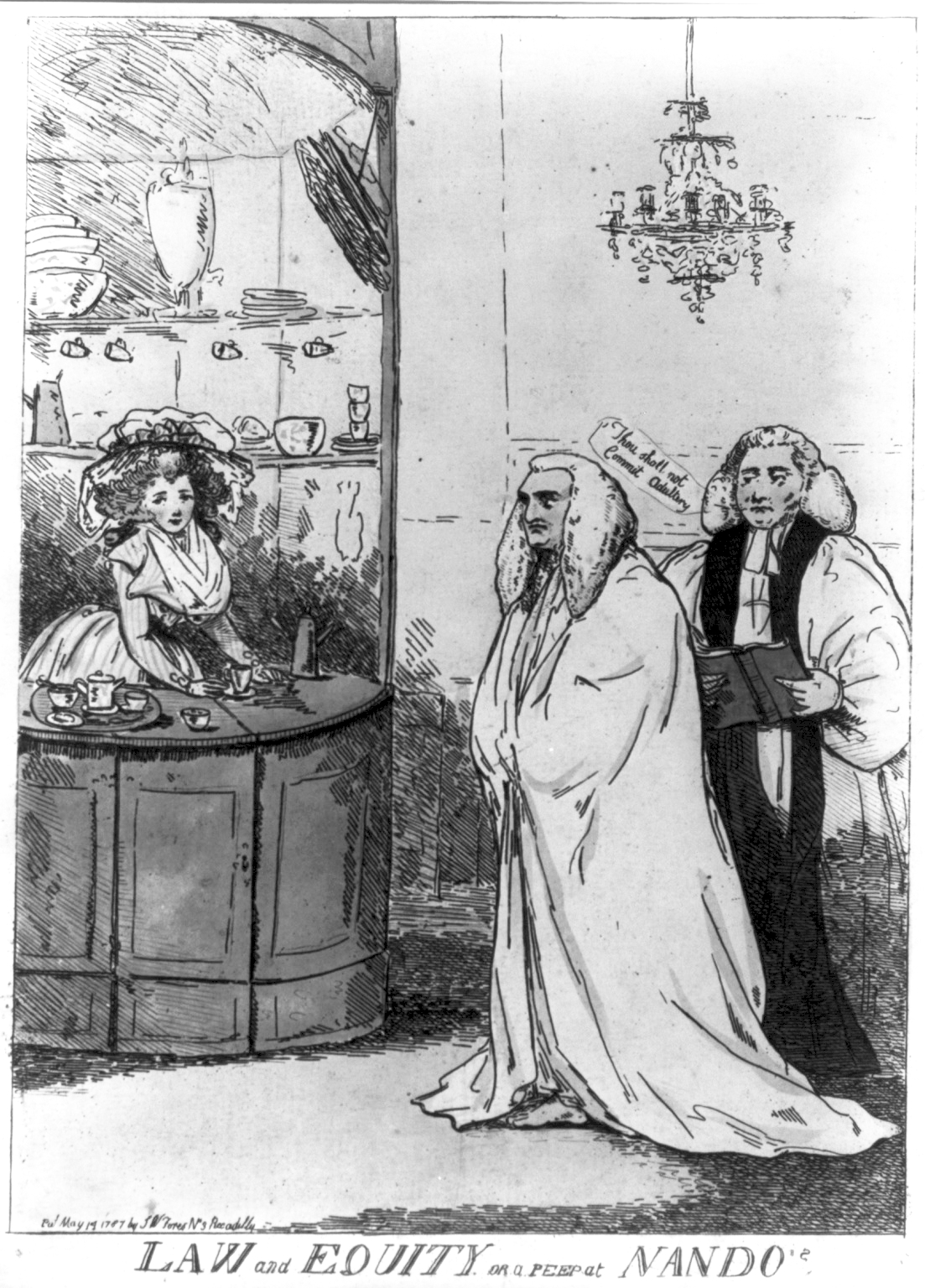
난도스 커피 하우스에서 변호사 에드워드 설로를 묘사한 1787년 풍자 만화

잉글랜드 커피 하우스는 1660년 왕정 복고 이후부터 18세기 말 쇠퇴기까지 인기가 절정에 달했을 때 특유의 특성을 가졌다. 커피 하우스는 곧 "도시의 최신 유행"이 되었다. 편안한 분위기, 비교적 저렴한 가격, 그리고 빈번한 방문은 커피 하우스의 사교성과 수요 증가에 기여했다. 인기가 절정에 달했을 때 커피 하우스가 직면한 두 가지 주요 난관, 즉 1665년의 런던 대역병과 그 뒤를 이은 1666년의 런던 대화재에도 불구하고 커피 하우스의 인기는 시들지 않았다. 엘리스는 이렇게 설명한다. "런던 사람들은 완전히 굴복할 수 없었으며, 더 이상 낯선 사람들과 자유롭게 대화할 준비가 되어 있지 않았음에도 불구하고 자신이 좋아하는 커피 하우스의 좁은 계단을 오르는 사람들도 여전히 있었다. 입장하기 전에 그들은 방을 둘러보았고, 집에 있는 가족의 건강을 먼저 묻고 안녕을 확인하지 않고는 친한 지인에게도 가까이 다가가지 않았다."
잉글랜드 커피 하우스는 한 잔의 커피 값으로 1페니를 지불하면 누구나 환영받는 공공 장소 역할을 했다. 엘리스는 왕정복고 시대 일반적인 커피 하우스에 있었던 다양한 인구 통계학적 남성들을 설명한다. "노아의 방주처럼 모든 계층의 모든 종류의 생물들이 (커피 하우스를 자주 방문했다). 그들은 재치 있는 도시인, 진지한 시민, 훌륭한 변호사, 숭배받는 재판관, 존경받는 비국교도, 그리고 말 많은 선원 등을 포함했다." 일부 역사가들은 심지어 이러한 기관들이 그들의 포괄적인 성격 때문에 민주적인 기관 역할을 했다고 주장하기도 했다. "누더기를 입은 남자가 허리띠를 맨 백작과 각반을 찬 주교 사이에 앉아 있더라도 아무런 차이가 없었다. 게다가 그는 그들과 대화에 참여할 수 있었고 정중하게 답변받을 것을 알았다."
커피 하우스의 대화는 특정한 방식에 따라야 했다. 정중하고 예의 바른 대화의 언어는 커피 하우스 토론과 대화의 진행에 필수적이라고 여겨졌다. 역사가들 사이에서는 커피 하우스 대화와 토론에서 예의가 정중한 대화에 어떤 주요 역할을 했는지에 대한 논쟁이 있다. 클라인(Klein)은 왕정복고 시대의 불안감 속에서 커피 하우스의 인기를 유지하기 위해 대중에게 커피 하우스 대화에서 최고의 예의를 보여주는 것이 필수적이었다고 주장한다. 코완은 "예의"라는 용어를 커피 하우스에 적용하여 "과학적이든, 미학적이든, 정치적이든 중요한 문제에 대해 신중하고 이성적인 토론을 중시하는 독특한 도시적 사회 상호 작용"이라는 의미로 사용한다. 그는 커피 하우스가 "바람직하지 않은 사람들을 배제"할 수 있도록 한 기본 규칙과 절차에 대해 주장한다. 여기에는 해링턴의 로타 클럽과 같이 커피 하우스를 자주 방문할 때 동호회가 정한 규칙과 절차뿐만 아니라 관습도 포함된다. 코완은 이러한 "규칙"이 커피 하우스의 사교성에 큰 영향을 미쳤다고 주장한다. 맥키(Mackie)는 조지프 애디슨과 리처드 스틸의 인기 있는 정기 간행물인 더 태틀러와 더 스펙테이터가 잉글랜드 매너와 도덕 개혁을 명시적인 목적으로 삼았기 때문에 잉글랜드 커피 하우스 대화에 예의를 불어넣었다고 주장한다. 일부는 여전히 커피 하우스 대화 내에 정중한 예의가 전반적으로 존재했는지를 반박한다. 헬렌 베리(Helen Berry)는 "플래시"로 알려진 커피 하우스 속어를 사용한 엘리자베스 애드킨스, 일명 몰 킹(Moll King)의 예를 들어 커피 하우스 문화 내의 정중한 문화라는 격언에 반박한다. 엘리스는 청교도주의가 잉글랜드 커피 하우스의 행동 양식에 영향을 미쳤기 때문에 주취제는 금지되었고, 따라서 품위 있는 진지한 대화가 가능했다고 설명한다. 그는 한 커피 하우스 손님이 커피 하우스에서 상면발효맥주를 찾다가 인근 태번으로 가라는 요청을 받은 예를 제시한다.

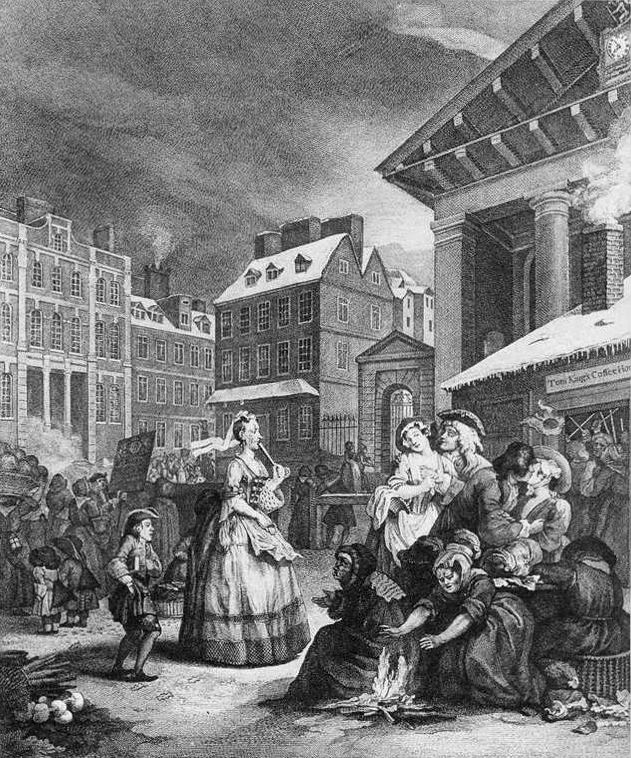
호가스가 1736년 그림 하루 네 시간에서 톰 킹스 커피 하우스에서 벌어진 싸움을 묘사한 그림

다양한 커피 하우스는 특정 토론 주제에 집중하는 다양한 그룹의 개인들에게 서비스를 제공했다. 커피 하우스가 제공하는 주제와 그룹의 다양성은 커피 하우스가 인기의 절정에 달했던 시기 잉글랜드 사회의 비동질적인 성격을 통찰하게 해준다. 이러한 다양한 커피 하우스의 특징은 그 시기 특정 커피 하우스를 자세히 평가할 때 분명하게 드러난다. 왕정복고 이후 페니 유니버시티(penny universities)로 알려진 커피 하우스는 다양한 신사 예술을 제공했으며, 학술 학습의 대안적인 중심지 역할을 했다. 여기에는 프랑스어, 이탈리아어 또는 라틴어, 춤, 펜싱, 시, 수학 및 천문학 수업이 포함되었다. 다른 커피 하우스는 덜 학식 있는 사람들을 위한 사교 모임의 중심지 역할을 했다. 헬렌 베리(Helen Berry)는 몰 킹(Moll King)의 커피 하우스로 알려진 한 커피 하우스를 평가하는데, 이곳은 저급한 사람들과 술주정뱅이들뿐만 아니라 "궁정인부터 코번트가든 시장 상인, 포주에 이르기까지 비정상적으로 넓은 사회 계층의 남성 고객"이 자주 방문하는 것으로 묘사된다. 이곳은 또한 성매매와 자주 연관되었다. 손님들은 또한 "플래시"로 알려진 유형의 대화에 습관적으로 참여했는데, 이는 범죄자 속어에서 파생된 것이다. 몰 킹의 커피 하우스는 베리가 커피 하우스 환경에서 항상 정중한 대화가 사용되지 않았다는 것을 증명하기 위한 사례 연구로 사용되었다. 다른 그룹들은 다양한 이유로 다른 커피 하우스를 자주 방문했다. 예를 들어, "의사들의 워릭 레인과 세인트폴 대성당 근처"에 있던 차일즈 커피 하우스(Child's coffeehouse)는 성직자와 의사들이 자주 방문했다.

### '규칙'
1674년에 커피 전단지로 그려지고 인쇄된 첫 번째 "커피 하우스의 규칙과 질서"에 따르면, 이 시설에서는 모든 남성들 사이에 평등이 지배해야 했고, "어떤 지위의 남자도 더 멋진 남자에게 자리를 양보할 필요가 없었다". 역사가들은 사회적 지위가 어느 정도 무시되었음을 확인하며, 계급, 지위, 정치적 성향에 관계없이 누구나 대화에 참여할 수 있었다. 만약 누군가 욕설을 한다면, 12페니를 몰수해야 했다. 싸움이 발생하면, 선동자는 피해를 입은 사람에게 커피 한 잔을 사주어야 했다. "신성한 것들"에 대한 주제는 커피 하우스에서 금지되었으며, 국가와 종교 경전에 대해 나쁘게 말하는 것에 대한 규칙도 존재했다. 규칙은 카드나 주사위와 같은 확률 게임도 금지했다. 그러나 
실제로 커피 하우스를 규제하는 규정이나 규칙은 없었다. [이] 풍자는 그들의 행동을 규제하려는 발상 자체를 풍자한다.

### 금융 시장
잉글랜드에서는 17세기 중반까지 에일과 맥주의 빈번한 소비가 흔했다. 대부분의 사람들은 런던의 강물 대신 희석된 에일이나 맥주를 선호했다. 커피의 등장은 사람들이 처음으로 명확하게 생각하게 되면서 그 뒤 수십 년 동안 진정으로 놀라운 경제 성장의 기반을 다지는 금주의 시대를 열었다. 증권 거래소, 보험 산업, 경매 산업은 모두 17세기 커피 하우스인 조나단스 커피 하우스, 로이즈 커피 하우스, 가라웨이 커피 하우스에서 활기를 띠기 시작했으며, 이는 아시아, 아프리카, 아메리카를 포함한 영국의 글로벌 무역 네트워크의 극적인 확장을 촉진하는 신용, 보안 및 시장을 탄생시켰다.
로이즈 커피 하우스에서는 상인과 선원들이 자주 방문하여 해운 산업의 거래가 이루어졌다. 그 결과 이곳은 주요 보험사인 로이즈가 되었다.
17세기에는 주식 중개인들도 커피 하우스, 특히 조나단스 커피 하우스에 모여 거래를 했다. 이는 그들이 무례한 태도로 인해 로열 익스체인지에 출입이 허용되지 않았기 때문이었다.

### 인쇄 뉴스 문화
잉글랜드 커피 하우스는 또한 뉴스의 주요 통신 센터 역할을 했다. 역사가들은 잉글랜드 커피 하우스를 인쇄 및 필경사 출판물과 강하게 연관시키는데, 이는 커피 하우스가 그러한 자료를 읽고 배포하며 중요한 뉴스 정보를 수집하는 중요한 장소였기 때문이다. 대부분의 커피 하우스는 입장료가 비용을 충당했으므로 팸플릿과 신문을 제공했다. 후원자들은 편안하게 독서 자료를 훑어보았다. 커피 하우스는 점점 더 뉴스 문화와 연관되게 되었는데 뉴스가 다양한 형태로 커피 하우스를 통해 이용 가능해졌기 때문이다. 이러한 형태는 "허가된 것과 허가되지 않은 인쇄물; 필사본; 가십, 소문, 구두로"를 포함한다. "러너(runners)"들은 또한 다른 커피 하우스를 돌아다니며 최신 시사 뉴스를 보도했다. 판매, 출항, 경매를 알리는 게시물의 유포도 잉글랜드 커피 하우스에서 흔한 일이었다.

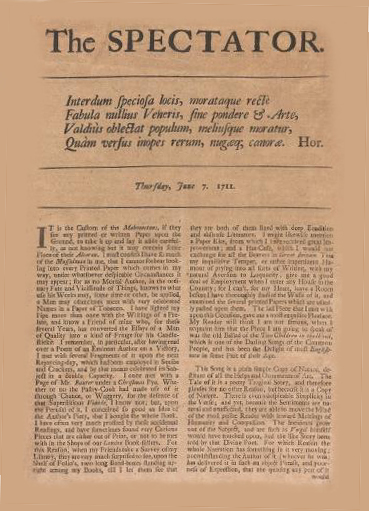
애디슨과 스틸의 '스펙테이터'.

리처드 스틸과 조지프 애디슨의 뉴스 출판물인 더 스펙테이터와 더 태틀러는 잉글랜드 커피 하우스에서 유통되는 인쇄 뉴스 중 가장 영향력 있는 매체로 여겨졌다. 이 저널들은 18세기 전반기에 커피 하우스 내에서 가장 널리 배포된 뉴스 및 가십의 출처였을 것이다. 애디슨과 스틸은 잉글랜드 사회의 매너와 도덕을 개혁하기 위해 명시적으로 노력했는데, 이는 잉글랜드 사회에 대한 은밀한 일화적 비판을 통해 달성되었다. 이러한 일화적 이야기들이 명시적이기보다는 잠재적인 사회 비판을 담고 있었기 때문에, "독자들은 강요받지 않고 설득되어 이러한 취향과 행동 기준을 스스로 선택하게 되었다." 애디슨과 스틸은 뉴스 및 가십의 원천과 고객을 위해 커피 하우스에 의존했으며, 이후 그들의 뉴스 문화를 커피 하우스에 다시 퍼뜨렸다. 왜냐하면 그들은 배포를 위해 커피 하우스에 의존했기 때문이다. 브라마에 따르면, 애디슨과 스틸이 잉글랜드 커피 하우스에서 더 태틀러와 더 스펙테이터를 배포하던 시절 언론의 좋은 평판은 커피 하우스의 인기에 직접적으로 기인할 수 있다.

### 계몽시대
잉글랜드 커피 하우스가 계몽시대의 공공 영역에 얼마나 기여했는지에 대해 역사가들 사이에 논쟁이 있다. 계몽시대를 설명하는 간단하고 통일된 방법은 없지만, 역사가들은 일반적으로 이 시기에 이성이 이전에 인간의 행동을 지배했던 종교, 미신 또는 자의적인 권위의 관습과 같은 다른 형태의 권위를 대체했다고 동의한다. 위르겐 하버마스는 계몽시대 분석에서 계몽시대에 의견의 논의와 변형을 위한 부르주아 공공 영역이 창조되었다고 주장한다. 하버마스에 따르면, 이 '공공 영역'은 "사람들이 주체로서의 역할을 벗어나 자신의 의견과 생각을 행사하고 교환하는 데 자율성을 얻을 수 있는 공간"이다. 따라서 계몽시대의 지적 또는 정치적 공공 영역과 같이 그 안에 다른 영역을 포함할 수 있으므로 간단하고 통일된 '공공 영역'은 없다.

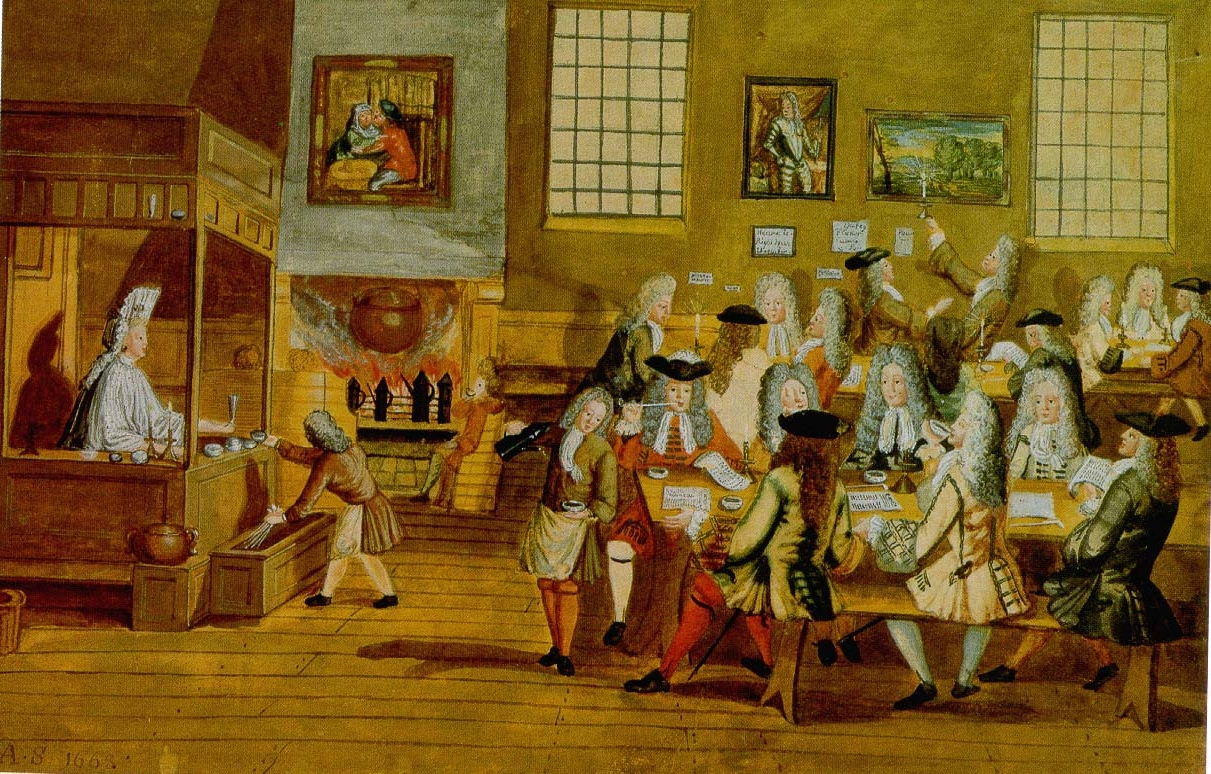
17세기 런던 커피 하우스 내부

잉글랜드 커피 하우스와 관련하여, 커피 하우스가 계몽시대의 공공 영역 내에서 어느 정도 고려되어야 하는지에 대해 역사가들 사이에 논쟁이 있다. 도린다 아웃트램(Dorinda Outram)은 잉글랜드 커피 하우스를 지적 공공 영역 내에 위치시키며 계몽된 사상의 전파에 초점을 맞춘다. 그녀는 잉글랜드 커피 하우스를 '지적 공공 영역' 내에 위치시키는 것을 "모든 지불할 수 있는 사람에게 열려 있는 상업적 운영으로, 다양한 사회 계층이 동일한 사상에 노출될 수 있는 방법을 제공했다"고 설명한다. 그녀는 또한 계몽된 사상이 인쇄 문화를 통해 전파되었으며, 이 문화는 18세기 말 '독서 혁명' 이후 더 많은 수의 개인에게 개방되었다고 주장한다. 아웃트램에 따르면, 잉글랜드 커피 하우스가 신문, 저널, 최신 서적 등 다양한 형태의 인쇄물을 제공했으므로, 그들은 계몽시대의 공공 영역 내에서 고려되어야 한다. 역사가 제임스 반 혼 멜튼(James Van Horn Melton)은 또 다른 관점을 제시하며 잉글랜드 커피 하우스를 계몽시대의 더 정치적인 공공 영역 내에 위치시킨다. 멜튼에 따르면, 잉글랜드 커피 하우스는 "혁명, 복고, 그리고 격렬한 정당 경쟁의 시대에 탄생했다. (그들은) 정치적 행동과 토론이 전통적으로 그들을 포함했던 기관들을 넘어 확장되기 시작한 시기에 공공 공간을 제공했다." 그는 해링턴의 "급진 공화주의자" 로타 클럽이 정치적 문제를 논의하기 위해 초기 런던 커피 하우스에서 만났다는 사실을 잉글랜드 커피 하우스가 "종교적, 정치적 반대"의 중심지로 묘사되었다는 증거로 사용한다. 그는 또한 다른 정치 집단들이 자신들의 정치적 목적을 위해 커피 하우스의 인기를 이용했다는 증거를 제시한다. 청교도들은 점주들이 시설 내에서 알코올 소비를 금지했기 때문에 커피 하우스의 인기를 장려했지만, 왕당파 비평가들은 커피 하우스를 평범한 신하들의 끊임없고 부당한 정치적 대화와 연관시켰다.

### 여성

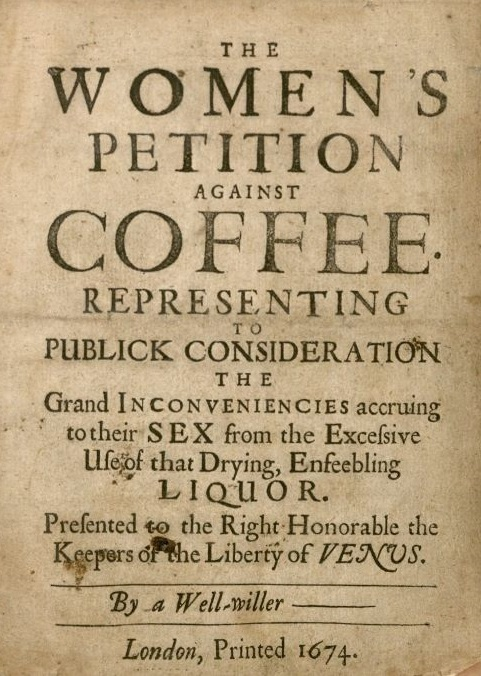
커피 반대 여성 청원, 1674년.

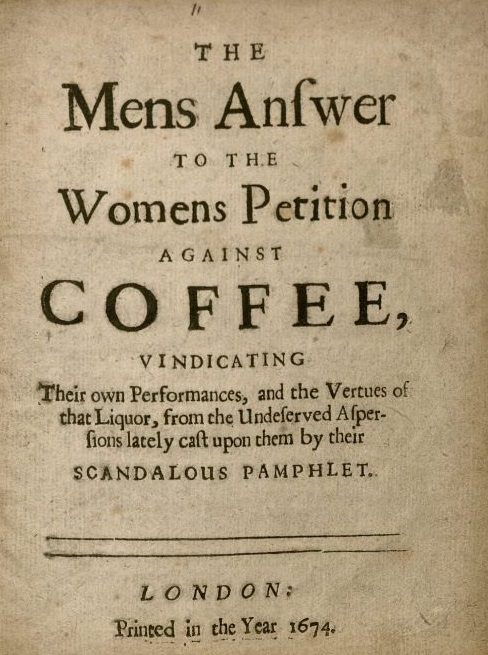
커피 반대 여성 청원에 대한 남성들의 답변, 1674년

역사가들은 잉글랜드 커피 하우스 내에서 여성의 역할과 참여에 대해 의견이 갈린다. 브라마(Bramah)는 여성들이 고객으로서 커피 하우스 활동에 참여하는 것이 금지되었다고 말한다. 반면에 코완(Cowan)은 커피 하우스가 계급, 젠더, 자격에 관계없이 모든 사람에게 자유롭고 개방적이었지만, 대화는 정치, 사업, 문화 비판과 같은 남성 중심적인 문제에 집중되었고, 이는 여성과 관련이 없었으므로 커피 하우스 내에서의 여성의 참여는 환영받지 못했다고 설명한다. 역사가들은 커피 하우스를 남성들이 여성과 어울리지 않고 대화에 참여할 수 있는 신사적인 공간으로 묘사한다. 따라서 커피 하우스는 자신의 품위를 유지하고 싶어 하는 숙녀에게는 적합한 장소가 아니었다. 이러한 이유로 여성들은 커피 하우스에 대한 불만을 흔히 표출했다. 여성들은 "커피 반대 여성 청원(The Women's Petition Against Coffee)"에 명시된 바와 같이 커피 하우스 방문 및 커피 소비에 반대하는 미묘한 주장을 사용했다. 그들은 커피 섭취가 남성을 불임으로 만들고 발기부전으로 만들며, 국가의 출생률 감소에 기여한다고 주장하며 항의했다. 청원에 따르면, 커피는 남성을 "그 불행한 열매가 온 곳이라고 하는 모래 사막처럼 불모지로 만들었다." 여성들은 또한 커피 하우스 자체에 대해서도 "남편이 집에서 자신의 의무를 다해야 할 가정 위기 시기에 제공되었다"며 항의했다.
코완은 여성이 잉글랜드 커피 하우스를 자주 방문할 수 있었던 몇 가지 사례를 제시한다. 사업에 참여할 때, 여성의 사교 활동이 더 쉽게 받아들여지던 바스에서, 도박/커피 하우스에서, 그리고 여성이 가사 일을 할 때 커피 하우스 내에서 경매가 열리는 동안. 역사가들은 남성 중심의 커피 하우스 공공 영역에 여성 뉴스 상인이 일시적으로 들어오는 것을 평가하여 여성의 참여를 설명했다. 폴라 맥도웰(Paula McDowell)은 이 여성들이 "다른 사람들의 정치적 사상을 수동적으로 배포하는 것과는 거리가 멀었다"고 주장했다. 또한, 맥도웰의 연구에 따르면, 여성 상인들은 "고객의 뉴스 및 인쇄물에 대한 욕구를 이해하여 정치적 담론의 방식과 형태를 형성했다." 그럼에도 불구하고, 맥도웰과 코완은 여성 노동자들이 커피 하우스라는 남성 공공 영역 내에 물리적으로 존재했을지라도, 그들의 사회 계급과 젠더가 그들이 그 영역 내에서 완전히 참여하는 것을 막았다는 데 동의한다. 일반적으로 커피 하우스에 여성이 존재했다고 해서 그들이 커피 하우스의 공공 영역에 동등하게 참여했다는 의미는 아니다. 코완은 '커피우먼'으로 알려진 여성 커피 하우스 운영자들을 여성이 커피 하우스의 공공 영역에 존재했지만 반드시 참여하지는 않았다는 적절한 예시로 지적한다. 그들은 커피 하우스 대화에 반드시 참여하지 않으면서도 시설의 운영자이자 커피 서빙자 역할을 했다. 유명한 여성 커피 하우스 운영자로는 앤 로치포드와 몰 킹이 있는데, 이들은 나중에 대중적으로 풍자적인 인물이 되었다. 여성을 풍자적인 인물로 보여주는 흔한 미술 작품으로는 "커피 하우스의 미친 개(A Mad Dog in a Coffee House)"가 있는데, 이는 시설에 들어온 광견에게서 남자들이 도망치는 모습을 보여주는 풍자적인 작품이다. 남자들은 만화 같은 표정을 짓고 있지만, 커피를 서빙하는 여자는 아름답고 침착한 표정을 짓고 있으며, 한 남자가 그녀의 드레스 아래로 기어 들어가려 해도 그렇다. 이 작품은 당시 남성들이 너무 많은 여성적 특징을 가지는 것에 대해 크게 우려했던 시기의 여성스러움을 조롱하기 위한 것이었다.

## 쇠퇴
18세기 말에 이르러 커피 하우스는 잉글랜드의 인기 있는 사교계에서 거의 완전히 사라졌다. 역사가들은 잉글랜드 커피 하우스의 쇠퇴에 대해 다양한 이유를 제시한다. 엘리스(Ellis)는 사업적 시도를 통한 커피 하우스 고객들의 어리석음, 클럽의 발전, 그리고 정부의 식민지 정책이 잉글랜드 커피 하우스 쇠퇴의 주요 원인으로 작용했다고 주장한다. 커피 하우스 운영자들은 뉴스 문화에 대한 독점을 얻고 커피 하우스 신문을 유일한 인쇄 뉴스 형태로 확립하기 위해 노력했다. 끊임없는 조롱과 비판에 직면하면서, 이 제안은 커피 업자들의 사회적 지위를 실추시켰다. 엘리스는 이렇게 설명한다. "조롱과 비웃음이 커피 업자들의 제안을 무산시켰지만, 그 날부터 그들의 영향력, 지위, 권위가 약화되기 시작했다는 점은 중요하다. 요컨대, 커피 업자들은 전술적 실수를 저질렀고 스스로를 과대평가했다."
배타적인 신사 클럽의 부상도 잉글랜드 커피 하우스의 인기가 시들해지는 데 일조했다. 브라마(Bramah)는 모든 사회 계층이 접근할 수 있는 만남의 장소였던 커피 하우스 규칙이 어떻게 사용되지 않게 되었는지 설명한다. "특히 지식인들 사이에서 속물 근성이 고개를 들었는데, 그들은 자신들의 특별한 재능이 일반 대중으로부터 보호받을 자격이 있다고 느꼈다. 낯선 사람들은 더 이상 환영받지 못했다." 예를 들어, 일부 커피 하우스는 자신들이 서비스하는 상위 계층 고객들의 빈번한 방문을 유지하기 위해 관례적인 1페니보다 더 많은 요금을 부과하기 시작했다. 문학 및 정치 클럽은 "커피 마시기의 사소함이 더 진지한 논의 속에서 사라지면서" 인기를 얻었다.
차에 대한 수요 증가와 함께 정부 또한 18세기 잉글랜드 커피 하우스의 쇠퇴에 영향을 미쳤다. 당시 영국 동인도 회사는 나머지 유럽 전역으로 커피 하우스가 확장되면서 커피에 대한 국제적 경쟁이 심화되었기 때문에 커피 무역보다는 차 무역에 더 큰 관심을 보였다. 정부 정책은 인도와 청나라와의 무역을 장려했으며, 엘리스에 따르면 정부는 차 수요를 자극할 수 있는 모든 것에 대해 장려책을 제공했다. 차는 법원에서 유행이 되었고, 남녀 고객 모두를 끌어들이는 찻집이 인기를 얻기 시작했다. 차의 인기가 높아진 이유는 준비의 용이성 때문이다. "차를 우리는 데 필요한 것은 끓는 물을 넣는 것뿐이다. 반면 커피는 로스팅하고, 갈고, 추출해야 했다." 엘리스는 잉글랜드 사회에서 차 소비가 1710년 연간 800,000 lb (360,000 kg)에서 1721년 연간 100,000,000 lb (45,000,000 kg)으로 증가했다는 증거를 제시한다. 커피 문화의 쇠퇴에 대해 엘리스는 이렇게 결론짓는다. "그들은 자신들의 목적을 다했고, 더 이상 정치적 또는 문학적 비판과 토론을 위한 만남의 장소로 필요하지 않았다. 그들은 나라가 가장 큰 시련과 고난의 시기를 겪는 것을 보았고, 방탕의 시대를 싸워 이겼으며, 이전이나 이후에 비할 바 없는 산문 작성 및 문학 비평의 기준을 우리에게 제공했다."

## 같이 보기
- 오스만 커피 하우스
- 스튜어트 시대
- 태번

## 내용주
1. ↑  Cowan, 2005. p 79
2. ↑  Cowan, 2005. p 17
3. ↑  Ellis, 1956. p 1
4. ↑  Ellis, 1956. p 2
5. ↑  Cowan, 2005. p 18-19
6. ↑  Cowan, 2005. p 20
7. ↑  Ellis, 1956. p 10
8. ↑  Ellis, 1956. p 13
9. ↑  Ellis, 1956. p 15
10. ↑  Ellis, 1956. p 16
11. ↑  Drummond, J.C.; Wilbraham, Anne (1957). 《The Englishman's food: a history of five centuries of English diet.》 Rev.판. London: Cape. 116쪽. ISBN 978-0224601689.
  - 이 출처는 미송을 인용합니다. 원문에 대한 인용이 필요합니다.
12. ↑  Brian Cowan (2005). 《The Social Life of Coffee》 (PDF). Yale University Press. 90쪽.
13. ↑  William Harrison Ukers (1935). 《All about Coffee》. Library of Alexandria. 69–70쪽. ISBN 9781465523976.
14. ↑  J. Pelzer. (2003년 12월 1일). “The English Coffee Houses”. 《Waes Hael Poetry & Tobacco Club》. 2006년 6월 19일에 원본 문서에서 보존된 문서.
15. ↑  Boulton, William B. The Amusements of Old London.  London: Ballantyne, Hanson & Co., 1901.
16. ↑  Ellis, Aytoun. The Penny Universities; A History of the Coffee-houses.  London, Secker & Warburg, 1956.
17. 1 2 3  Cowan, 2005. p 91
18. ↑  Cowan, 2005. p 90
19. 1 2 3  Cowan, 2005. p 94
20. ↑  Ellis, 1956. p 29
21. ↑  The World of Caffeine: The Science and Culture of the World's Most Popular Drug By Bennett Alan Weinberg, Bonnie K. Bealer - Google Books
22. ↑  Coffee House Tokens - Robert Thompson, London Numismatic Club, 3 October 2006
23. ↑  Jamaica Wine House, in the alley just off Cornhill, at the church of St Michael, occupies the Pasqua Rosée Coffee House site
24. ↑  "The Vertue of the COFFEE Drink" - 1652 handbill, advertising St. Michael's Alley, the first coffee shop in London. It is held in the British Museum.
25. ↑  “The Printer's Devil Project: The Coffee House”. 2013년 8월 1일에 원본 문서에서 보존된 문서. 2013년 8월 1일에 확인함.
26. ↑  British Muslim Heritage - The London Coffee House
27. ↑  Pasqua Rosée - Oxford Dictionary of National Biography
28. ↑  A Albion Revisitada -  By Luiz Carlos Soares - Page 226 - Google Books (Soares, Luiz Carlos. The Albion revisited: science, religion, illustration and commercialization of leisure in eighteenth-century England) (SOARES, Luiz Carlos. A Albion revisitada : ciência, religião, ilustração e comercialização do lazer na Inglaterra do século XVIII. Rio de Janeiro : 7Letras, 2007. 275 p.)
29. ↑  Ellis, 1956. p 33, 36
30. ↑  Ellis, 1956. p 37
31. 1 2  Cowan, 2005. p 97
32. ↑  Ellis, 1956. p 42
33. ↑  Green, Matthew. “The Lost World of the London Coffeehouse”. 《The Publish Domain Review》.
34. ↑  Ellis, 1956. p 223
35. ↑  Ellis, 1956. p43
36. ↑  Cowan, 2005. p 104
37. ↑  Ellis, 1956. p 53
38. 1 2  Ellis, 1956. p 45
39. ↑  Ellis, 1956. p 46
40. ↑  Klein, 1996 p 34
41. ↑  Cowan, 2005. p 101
42. ↑  Cowan, 2005. p 256
43. 1 2  Mackie, 1998. p 1
44. 1 2  Berry, 2001. p 69
45. ↑  Ellis, 1956. p 49
46. 1 2  Cowan, 2005. p 99
47. ↑  Berry, 2001. p 72
48. ↑  Berry, 2001. p 76
49. ↑  Lillywhite, 1963. p 156-157
50. ↑  Ellis, 1956. Front Cover
51. ↑  Ellis, M., The Coffee-House , Hatchette, UK, Ch. 3.
52. ↑  Burton, Kristen (2015). 《Intoxication and Empire: Distilled Spirits and the Creation of Addiction in the Early Modern British Atlantic》. 《History Dissertations.》 56. 11-12쪽.
53. ↑  Green, Matthew. “The Lost World of the London Coffeehouse”. 《The Public Domain Review》.
54. ↑  Lillywhite, 1963. p 330
55. 1 2  Cowan, 2005. p 87
56. 1 2  The English Coffee Houses (web.archive.org 2003-02-13)
57. ↑  “History of Coffee”. 2018년 7월 16일에 원본 문서에서 보존된 문서. 2013년 8월 1일에 확인함.
58. ↑  “Penny Universities: History's Colourful Coffee Houses”. 2002년 2월 5일에 원본 문서에서 보존된 문서. 2013년 8월 1일에 확인함.
59. ↑  Modern History Sourcebook: The First English Coffee-Houses, c. 1670-1675
60. ↑  “The East India Company and Coffee”. 2002년 2월 1일에 원본 문서에서 보존된 문서. 2013년 8월 1일에 확인함.
61. ↑  “Coffee-Houses”. 2003년 8월 30일에 원본 문서에서 보존된 문서. 2013년 8월 1일에 확인함.
62. ↑  “The Coffeehouses of London”. 2005년 4월 4일에 원본 문서에서 보존된 문서. 2013년 8월 1일에 확인함.
63. ↑  “Coffee in Seventeenth Century England”. 2002년 10월 9일에 원본 문서에서 보존된 문서. 2013년 8월 1일에 확인함.
64. ↑  Mackie, 1998. p 5
65. 1 2  Bramah, 1972. p 48
66. ↑  Outram, 1995. p 3
67. 1 2  Outram, 1995. p 11
68. ↑  Outram, 1995. p 15
69. ↑  Outram, 1995. p 19
70. ↑  Outram, 1995. p 20
71. ↑  Van Horn Melton, 2001. p 241
72. 1 2  Van Horn Melton, 2001. p 242
73. 1 2  Bramah, 1972. p 47
74. ↑  Cowan, 2001. p 141
75. ↑  Cowan, 2005. p 246
76. 1 2 3 4  Bramah, 1972. p 46
77. 1 2  Cowan, 2005. p 248
78. ↑  Cowan, 2005. p 249
79. ↑  McDowell, 1998. p.17
80. 1 2 3 4  Cowan, 2005. p 251
81. ↑  Cowan, 2001. p 128
82. ↑  Candido, Sarah. “Women in a Man’s World: Artistic Depictions of Women in English Coffeehouses.” Global Stimulants, exhibits.lafayette.edu/s/mate/page/coffeehouse-introduction#:~:text=Women%20were%20a%20“vital%20part,men%20only%20(Cowan%20228). Accessed 28 Mar. 2024. Page 3.
83. 1 2  Ellis, 1956. p 225
84. ↑  Ellis, 1956. p 226
85. 1 2  Bramah, 1972. p 49
86. 1 2 3 4  Ellis, 1956. p 238
87. ↑  Bramah, 1972. p 50
88. ↑  Ellis, 1956. p 239